# Spotted dick

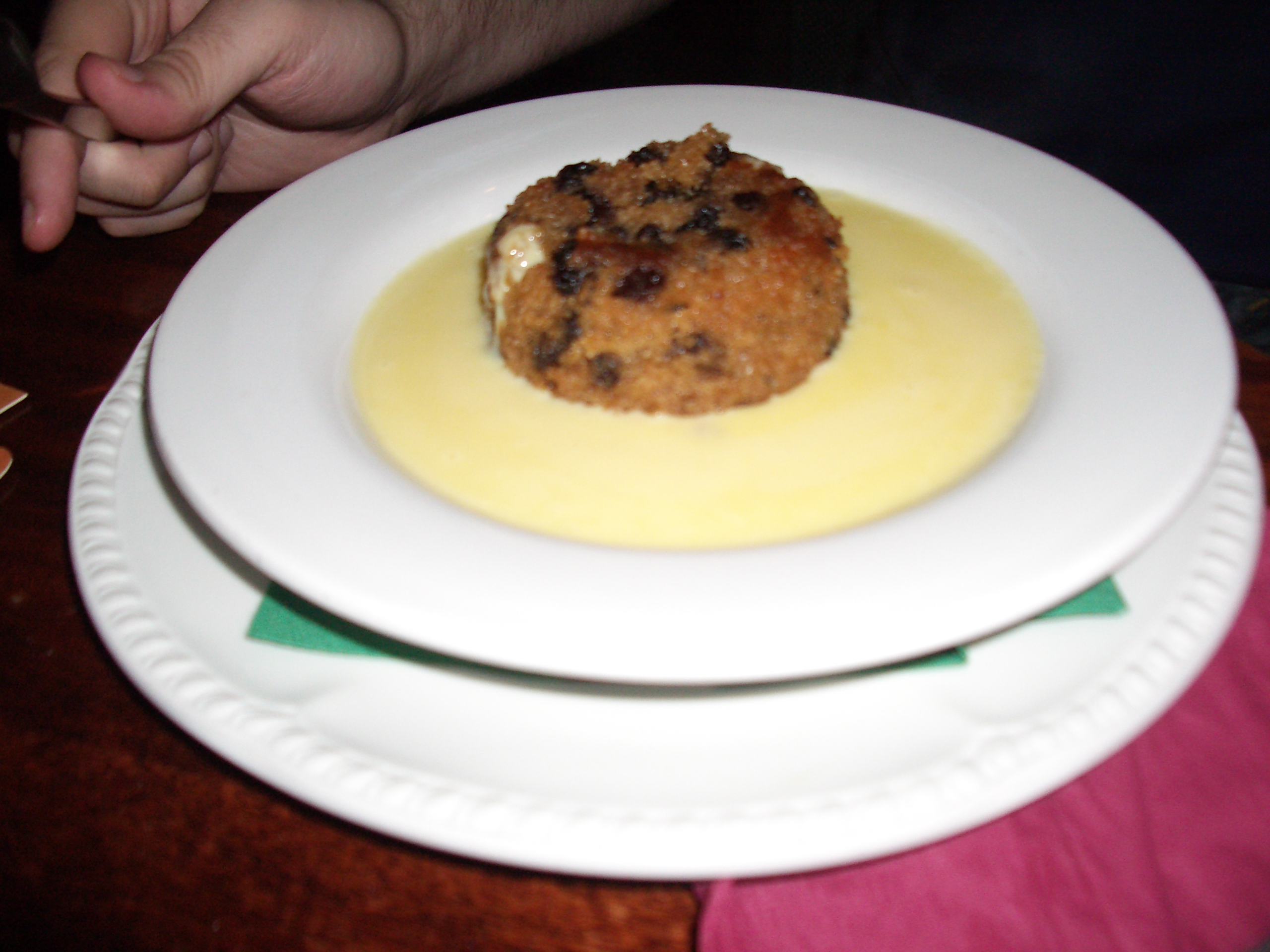
Spotted dick

Spotted dick – deser szkocki (według wielu źródeł angielski), rodzaj puddingu podawanego na gorąco z sosem custard. Ciasto zawiera zwykle suszone owoce (najczęściej porzeczki, rodzynki i inne bakalie). Gotowane jest na parze w formie budyniowej.

## Nazwa
Słowo dick miało być zniekształconym dough (ciasto) lub pudding. Niektóre źródła podają, że nazwa powstała dla upamiętnienia szkockiego aktora Richarda „Dickie” Burtona, będącego smakoszem tego deseru. Nazwa tradycyjnie rodziła „nieprzyzwoite” skojarzenia (słowo dick jest w języku angielskim wulgarnym określeniem prącia) toteż bywały próby zakazywania używania tej nazwy, głównie w brytyjskich szpitalach i niektórych restauracjach. Ponadto słowo spotted można rozumieć jako „nakrapiany” lub nawet „pryszczaty”.